# David di Donatello a la millor pel·lícula de la Unió Europea
El premi David di Donatello a la millor pel·lícula de la Unió Europea (en italià: David di Donatello per il miglior film dell'Unione europea) és un premi de cinema que anualment atorga l'Acadèmia del Cinema Italià (ACI, Accademia del Cinema Italiano) per reconèixer la pel·lícula no italiana més destacada estrenada a Europa l'any anterior a la cerimònia. El premi es va entregar per primer cop a la cerimònia del 2004 i es va cancel·lar després de la cerimònia del 2018, després del qual es va incorporar al David di Donatello a la millor pel·lícula estrangera.

## Guanyadors
Els guanyadors del premi han estat:

### Anys 2004-2009
- 2004
  - Dogville, dirigida per Lars von Trier (ex aequo)
  - Rosenstrasse (Rosenstraße), dirigida per Margarethe von Trotta (ex aequo)
  - Good Bye, Lenin!, dirigida per Wolfgang Becker
  - Los lunes al sol, dirigida per Fernando León de Aranoa
  - Girl with a Pearl Earring, dirigida per Peter Webber
- 2005
  - Mar adentro, dirigida per Alejandro Amenábar
  - Les Choristes, dirigida per Christophe Barratier
  - El mercader de Venècia (The Merchant of Venice), dirigida per Michael Radford
  - Vera Drake, dirigida per Mike Leigh
  - Gegen die Wand, dirigida per Fatih Akın
- 2006
  - Match Point (Match Point), dirigida per Woody Allen
  - L'Enfant, dirigida per Jean-Pierre i Luc Dardenne
  - Mrs. Henderson Presents, dirigida per Stephen Frears
  - El viatge de l'emperador (La marche de l'empereur), dirigida per Luc Jacquet
  - Caché , dirigida per Michael Haneke
- 2007
  - La vida dels altres (Das Leben der Anderen), dirigida per Florian Henckel von Donnersmarck
  - Diari d'un escàndol (Notes on a Scandal), dirigida per Richard Eyre
  - Mon meilleur ami, dirigida per Patrice Leconte
  - La reina (The Queen), dirigida per Stephen Frears
  - Volver, dirigida per Pedro Almodóvar
- 2008
  - Irina Palm, dirigida per Sam Garbarski
  - 4 luni, 3 saptamini si 2 zile (4 luni, 3 săptămâni şi 2 zile), dirigida per Cristian Mungiu
  - La Graine et le Mulet, dirigida per Abdellatif Kechiche
  - Elizabeth: l'edat d'or (Elizabeth: The Golden Age), dirigida per Shekhar Kapur
  - Le Scaphandre et le Papillon, dirigida per Julian Schnabel
- 2009
  - Slumdog Millionaire dirigida per Danny Boyle
  - Entre les murs, dirigida per Laurent Cantet
  - Etz Limon, dirigida per Eran Riklis
  - El lector (The Reader), dirigida per Stephen Daldry
  - Vals Im Bashir (Waltz with Bashir), dirigida per Ari Folman

### Anys 2010-2018
- 2010
  - El concert (Le concert), dirigida per Radu Mihăileanu
  - Das weiße Band, dirigida per Michael Haneke
  - Un profeta (Un prophète), dirigida per Jacques Audiard
  - Soul Kitchen, dirigida per Fatih Akın
  - Welcome, dirigida per Philippe Lioret
- 2011
  - El discurs del rei (The King's Speech), dirigida per Tom Hooper
  - Un altre any, dirigida per Mike Leigh
  - El secreto de sus ojos, dirigida per Juan José Campanella
  - En un món millor (Hævnen), dirigida per Susanne Bier
  - De déus i homes (Des hommes et des dieux), dirigida per Xavier Beauvois
- 2012
  - Intocable (Intouchables), dirigida per Olivier Nakache i Éric Toledano
  - Carnage, dirigida per Roman Polański
  - Melancholia, dirigida per Lars von Trier
  - Le Havre, dirigida per Aki Kaurismäki
  - The Artist, dirigida per Michel Hazanavicius
- 2013
  - Amour, dirigida per Michael Haneke
  - Skyfall, dirigida per Sam Mendes
  - Anna Karenina, dirigida per Joe Wright
  - Quartet, dirigida per Dustin Hoffman
  - De rovell i d'os (De rouille et d'os), dirigida per Jacques Audiard
- 2014
  - Philomena, dirigida per Stephen Frears
  - Ida, dirigida per Paweł Pawlikowski
  - La vida d'Adèle (La Vie d'Adèle - Chapitres 1 & 2), dirigida per Abdellatif Kechiche
  - Still Life, dirigida per Uberto Pasolini
  - La Vénus à la fourrure, dirigida per Roman Polański
- 2015
  - The Theory of Everything, dirigida per James Marsh
  - The Broken Circle Breakdown, dirigida per Felix van Groeningen
  - Locke, dirigida per Steven Knight
  - Pride, dirigida per Matthew Warchus
  - Relatos salvajes, dirigida per Damián Szifrón
- 2016
  - Saul fia, dirigida per László Nemes
  - 45 Years, dirigida per Andrew Haigh
  - Le tout nouveau testament, dirigida per Jaco Van Dormael
  - Un dia perfecte, dirigida per Fernando León de Aranoa
  - The Danish Girl, dirigida per Tom Hooper
- 2017
  - I, Daniel Blake, dirigida per Ken Loach
  - Florence (Florence Foster Jenkins), dirigida per Stephen Frears
  - Julieta, dirigida per Pedro Almodóvar
  - Sing Street, dirigida per John Carney
  - Truman, dirigida per Cesc Gay
- 2018
  - The Square, dirigida per Ruben Östlund
  - 120 battements par minute, dirigida per Robin Campillo
  - Borg McEnroe, dirigida per Janus Metz
  - Elle, dirigida per Paul Verhoeven
  - Loving Vincent, dirigida per Dorota Kobiela i Hugh Welchman